# 台灣神隆
台灣神隆股份有限公司，簡稱台灣神隆，創立於1997年11月11日，是台灣一家藥物生產企業，總廠設址於南部科學工業園。2011年9月，於台灣證券交易所掛牌上市。2012年11月，獲選為摩根史坦利台灣指數成分股（MSCI Taiwan），為台灣唯一入選的生技上市公司。